# Lycus Sulci
I Lycus Sulci sono una struttura geologica della superficie di Marte.